# Kung Fu Panda 2
Kung Fu Panda 2 este un film animat american de tip comedie-dramă produs de DreamWorks Animation și distribuit de Paramount Pictures. Acesta este al doilea film al francizei Kung Fu Panda. Filmul a fost regizat de Jennifer Yuh Nelson în debutul său regizoral. Filmul îl numește pe Jack Black, Angelina Jolie, Dustin Hoffman, Seth Rogen, Lucy Liu, David Cross, James Hong și Jackie Chan, care reluă rolurile personajelor lor din primul film, cu Gary Oldman, Michelle Yeoh, Danny McBride, Dennis Haysbert, Jean-Claude Van Damme și Victor Garber exprimă personaje noi. În film, Po și Furiosii cinci luptă cu un păun rău numit Lord Shen, care are o armă puternică pe care intenționează să o cucerească cu China. Între timp, Po descoperă un secret teribil despre trecutul său și descoperă că Shen are legătură cu el.